# Cum laude
Cum laude és una locució llatina que vol dir "amb lloança". Està utilitzada a les universitats i l'ensenyament superior per a qualificar les diferències d'excel·lència dels resultats obtinguts a un títol de grau, mestratge o doctorat. A l'estat espanyol sol limitar-se a un grau cum laude per a destacar una especial excel·lència. No hi ha cap estandartizació europea o internacional, el que de vegades es fa difícil equiparar graus d'una universitat a l'altra i d'un país a l'altre. L'estudiant que es distingeix a l'estat espanyol amb un cum laude en altres països obtindria una maxima cum laude.
Segons el manual d'estil interuniversitari, les expressions llatines, i particularment les distincions acadèmiques sempre s'han d'escriure en cursiva.
| Comparació de nomenclatures en diferents països i idiomes |                    |                     |                        |                                                         |                             |                         |
| Llatí                                                     | Traducció literal  | Anglès              | Francès                | Castellà (nomenclatura legal a Espanya per un doctorat) | Finlàndia (en llatí)        | Neerlandès              |
| satisfecit                                                | satisfeu           | -                   | satisfaction           | aprobado                                                | approbatur                  | voldoening              |
| cum laude                                                 | amb lloança        | with honour         | distinction            | notable                                                 | lubenter approbatur         | onderscheiding          |
| magna cum laude                                           | amb magna lloança  | with great honour   | grande distinction     | sobresaliente                                           | eximia cum laude approbatur | grote onderscheiding    |
| maxima cum laude summa cum laude                          | amb màxima lloança | with highest honour | plus grande distincion | cum laude                                               | laudatur                    | grootste onderscheiding |